# Surensemble
Surensemble es un conjunto musical liderado por el baterista y compositor chileno Pablo Sáez Cerpa en Alemania.

## Reseña biográfica
El grupo se caracteriza por combinar elementos de la fusión latinoamericana con influencias de la música actual, creando un jazz contemporáneo de gran riqueza sonora y diversidad cultural. El quinteto de Surensemble está compuesto por músicos de diferentes nacionalidades, esta mixtura permite una fusión de estilos y aporta una gran riqueza sonora al conjunto. La música de Surensemble se basa en una célula rítmica basada en el número 108 o motivo musical, que es profundamente desarrollado en las distintos parámetros musicales como la armonía, melodia, polirítmia y contrapunto. Sus composiciones, como los mantras "Mantra 1", "Mantra 18" y "Mantra 27", parten de la raíz musical del Cono Sur de América, pero sin miedo de transformarla o fusionarla con la influencia europea que Sáez ha recibido desde su llegada a Colonia, Alemania en 2008.
El nombre del grupo, "Surensemble", refleja su compromiso con el encuentro de culturas y la fusión de estilos. "Sur" es un prefijo del francés que significa “sobre” o “encima”. Por otra parte, "ensemble" significa "conjunto". La mejor traducción al castellano es “Subconjunto”, también pude significar “juntos” o “en conjunto”.
El último disco de Surensemble, "Inmanencia", es una sesión en directo grabada en Loft Cologne el año 2018. El conjunto ha incorporado en esta próducción el sampling en su música, citando a Armando Uribe y Rodolfo Kusch lo que agrega una dimensión adicional a su sonido.
El conjunto ha sido elogiado en Alemania por su creatividad y calidad interpretativa, y ha demostrado un compromiso con el encuentro de culturas y la fusión de estilos.

## Discografía
- Surensemble (2017)
- Inmanencia (2022)

## Track listing (Surensemble)
1. Mantra 18…………………….10:00
2. Mantra 27…………................7:01
3. Mantra 1……………………....4:47
4. Sapar Sadaca………………..7:27
5. Otoño de a tres……...............5:35
6. Mantra 9….. ………………….8:13
7. Gran final feliz………………..6:46
8. Arrullo (para Maximiliano)…..3:13

## Track listing (Inmanencia)
1. Inmanencia……………………………………… …4:54
2. Cono sur…………………………………………….10:11
3. Mantra 27……………………………………………7:31
4. Mantra 1……………………………………………..4:35
5. Mantra 18……………………………………………10:00
6. Sapar sadaca………………………………………..7:59
7. Libertango……………………………………………8:00
8. Las preguntas de Cristóbal (Bonus Track)……….7:43